# Prince of Persia: The Lost Crown
Prince of Persia: The Lost Crown es un videojuego de acción y aventura de plataformas 2.5D desarrollado y publicado por Ubisoft. El juego se ha lanzado para Windows, PlayStation 4, PlayStation 5, Nintendo Switch, Xbox One y Xbox Series X y Series S el 18 de enero de 2024. Este es el primer juego nuevo de la serie Prince of Persia en 13 años.

## Jugabilidad
The Lost Crown es un videojuego de acción y aventura de desplazamiento lateral. El juego presenta a un nuevo héroe llamado Sargón, que debe viajar a la ciudad maldita del Monte Qaf para rescatar al secuestrado Príncipe Ghassan. Sargon puede saltar, deslizarse y lanzarse en el aire para viajar rápidamente entre plataformas. Sargon puede usar su par de espadas para derrotar a los enemigos. Una parada en el momento oportuno puede ayudar a desarrollar el Resplandor de Athra de Sargon, que le permite desatar una habilidad especial cuando está completamente lleno. El jugador tendrá acceso a varios poderes basados en el tiempo para fines de combate y plataformas. Rush of the Simurgh le permite a Sargon avanzar instantáneamente en el tiempo, mientras que Shadow of the Simurgh le permite colocar un "marcador de sombra", que sirve como un punto de control temporal al que los jugadores pueden regresar instantáneamente. Sargon también puede equiparse con talismanes que alteran sus habilidades.
El juego también incluye elementos que se encuentran comúnmente en los videojuegos Metroidvania. El mundo del juego está interconectado y lleno de atajos y salas secretas, y los jugadores deben resolver varios acertijos para poder progresar. Al explorar el mundo del juego, los jugadores encontrarán cristales de tiempo, que se pueden usar para comprar nuevas mejoras para las armas de Sargon. Es posible que los jugadores no tengan inmediatamente las herramientas o habilidades para superar un obstáculo, aunque el juego les permite tomar una captura de pantalla y fijarla en el mapa del juego, lo que les permite reconocer y recordar fácilmente cualquier acertijo sin resolver que hayan encontrado en su viaje.

## Premisa
El juego presenta a un nuevo héroe llamado Sargon, un joven miembro de un clan guerrero llamado Los Inmortales. Sargon debe viajar a la ciudad maldita del Monte Qaf para rescatar al Príncipe Ghassan secuestrado.

## Desarrollo
El juego está siendo desarrollado actualmente por Ubisoft Montpellier, el estudio detrás de la serie Rayman. El desarrollo del juego duró alrededor de tres años y medio. Gareth Coker y el compositor iraní Mentrix fueron los compositores del juego. El juego se inspiró en gran medida en la mitología persa, y el director del juego, Mounir Radi, agregó que el equipo quería "traer algo de luz a una mitología que tal vez debería conocerse mejor", además de mostrar cómo la cultura persa afecta a otras mitologías introduciendo monstruos como la Mantícora, como uno de los personaje jefe del juego.
The Lost Crown es un juego original ambientado en la serie Prince of Persia, que no es ni una precuela ni una secuela. Los poderes temporales de la trilogía The Sands of Time también aparecen en The Lost Crown, aunque son utilizados por el antagonista del juego en lugar de Sargon. Sargon fue descrito por el equipo como un "guerrero joven dotado", uno que es "acrobático", "rápido" y "ágil". Con Sargon, el equipo esperaba modernizar la imagen de la franquicia. Según el director de arte Jean-Christophe Alessandri, el equipo quería introducir un "diseño visual nuevo" para la franquicia, tomando referencias de "la cultura moderna, la cultura urbana y la moda".
El juego se anunció oficialmente el 8 de junio de 2023, aunque su avance debut recibió críticas divisivas. El creador de la serie Jordan Mechner, aunque no participó directamente en el desarrollo del juego, expresó su apoyo al equipo y lo describió como el "juego de 'Prince of Persia' que he estado deseando". El juego se lanzó para Windows, PlayStation 4, PlayStation 5, Nintendo Switch, Xbox One y Xbox Series X y Series S el 18 de enero de 2024.